# Белая Горка (Ульяновская область)
Белая Горка — деревня в составе Сюксюмского сельского поселения Инзенского района Ульяновской области. 

## География
Находится у реки Сюксюм на расстоянии примерно 2 километров на восток-юго-восток по прямой от юго-восточной границы районного центра города Инза. 

## История
В 1883 г. в деревне Белая Горка (другое название Дуловка, Высокое) насчитывалось 20 дворов, проживало 51 мужчина и 44 женщины. 
В 1900 г. — 18 дворов, 64 мужчины, 65 женщин. 
В 1913 году было учтено 22 двора и 119 жителей. 
В 1990-е годы работало отделение коопхоза "Сюксюмский".

## Население
Население составляло 77 человека в 2002 году (русские 93%), к 2005 г. население около 100 чел.
77 по переписи 2010 года.